# Julia Arden
Julia Arden (* 1968) ist eine deutsche Romanautorin.

## Werdegang
Julia Arden wuchs in Brandenburg auf. Nach dem Abitur studierte sie Automatisierungstechnik und war als technische Sachbearbeiterin tätig. Heute lebt sie in Bayern. Julia Arden schreibt seit 1993. Die erste Veröffentlichung erfolgte 2005. In der Regel ist die jeweilige Protagonistin ihrer Romane lesbisch, und Komplikationen und Handlungsstränge ihrer Romane, auch der Kriminalromane, werden durch schwul-lesbische Aspekte getragen.

## Bibliografie
- Julia Arden: Das Lächeln in deinen Augen. Elles, Lörrach 2005, ISBN 978-3-932499-40-1, S. 185.
- Julia Arden: Lass mich in dein Herz. Elles, Lörrach 2006, ISBN 978-3-932499-46-3, S. 200.
- Julia Arden: Unter Verdacht. Elles, Meerane 2007, ISBN 978-3-932499-57-9, S. 248.
- Julia Arden: Vertrau mir. Elles, Meerane 2007, ISBN 978-3-932499-67-8, S. 200.
- Julia Arden: ... und wenn du auch die Wahrheit sprichst. Elles, Meerane 2008, ISBN 978-3-932499-74-6, S. 236.
- Julia Arden: Liebe unerwünscht. Elles, Meerane 2009, ISBN 978-3-932499-84-5, S. 223.
- Julia Arden: Mein Geheimnis bist du. Elles, Meerane 2010, ISBN 978-3-932499-95-1, S. 228.
- Julia Arden: Die Frau im Rückspiegel. el!es-Verlag, 2011, ISBN 978-3-941598-15-7, S. 234.
- Julia Arden: Partnerin wider Willen. Elles, Meerane 2012, ISBN 978-3-941598-30-0, S. 224.
- Julia Arden: Ich wünsch mir dich. AS Buch, Neu-Ulm 2013, ISBN 978-3-945214-00-8, S. 245.
- Julia Arden: Herz auf Umwegen. AS-Buch, Tranekær 2013, ISBN 978-87-996008-0-9, S. 236.
- Julia Arden: Rückkehr ins Glück. AS Buch Bauer & Weidlich GbR, Nersingen 2014, ISBN 978-3-945214-01-5.
- Julia Arden: Good Feeling – Das Glück wartet an Bord. AS Buch Bauer & Weidlich GbR, Nersingen 2016, ISBN 978-3-945214-08-4, S. 293.
- Julia Arden: Good Feeling – Gegenwind für die Liebe. AS Buch Bauer & Weidlich GbR, Nersingen 2017, ISBN 978-3-945214-09-1, S. 293.
- Julia Arden: (K)eine Chefin zum Verlieben. Eigenverlag, 2018, ISBN 978-1-980712-31-2, S. 236. (Neuauflage von Das Lächeln in deinen Augen)
- Julia Arden: Rien ne va plus für die Liebe? Eigenverlag, 2019, ISBN 978-1-70303-712-8, S. 225.
- Julia Arden: Die Eine für immer. Eigenverlag, 2021, ISBN 979-87-4721371-5, S. 219.
- Julia Arden: Worte nur für dich. Eigenverlag, 2023, ISBN 979-83-7187368-2, S. 237.